# 掾 (中国の官名)
掾（えん）は、中国の秦・漢代に中央朝廷と地方官署内に設けられた事務処理機構「曹」の長官である。掾はみな府主（本府の長官）自らが任命を行う。三公府の掾・刺史府の掾の秩禄は四百石あるいは三百石に達し得、この類の高級掾の任命は一つ上級の官署に報告し記録を保存する必要があったが、これ以外は、上申し記録を保存する必要なく、すぐに任命できる下級の掾もおり、その秩禄は百石である。県の諸々の掾の秩禄は全て百石以下である。
中華民国辛亥革命の時、浙江都督府は、都督府および所属各局（後に処に改める）に掾史を設け、会計等を処理させた。民国元年（1912年）に定めた『浙江省地方官制』は、各県にもまた掾史を設け、地位は科員に次ぐ。その後は未詳。